# ضبع كروكوتا
ضبع كروكوتا أو ضبع متبقع، (الاسم العلمي: Crocuta)، هو جنس من الثدييات يتبع فصيلة ضبعيات المرقطة البرية، والتي تضم العديد من أنواع الضباع.

## مناطق الانتشار
لا يزال من غير الواضح ما إذا كان الجنس قد تطور في إفريقيا أو آسيا، على الرغم من أن أقدم الحفريات التاريخية المعروفة منذ القدم تعود إلى وجوده في إفريقيا.
تعتبر في الوقت الحاضر أكثر الأنواع شيوعًا باعتبارها سلالات ما قبل التاريخ من الضبع المرقط.